# Синявина, Инесса Владимировна
Инесса Владимировна Синявина (20 января 1929 — 29 октября 2006) — советский и российский журналист, организатор телерадиовещания. Председатель Комитета по телевидению и радиовещанию исполкома Владимирского областного совета народных депутатов.
Заслуженный работник культуры РСФСР (1979).

## Биография
Начав учиться на факультете журналистики Московского государственного университета, но не имея возможность оплачивать учёбу, была вынуждена оставить университет. Окончила Владимирский учительский институт.
По окончании работала редактором в областной газете «Комсомольская искра».
С 1967 года — в Комитете по телевидению и радиовещанию Владимирского облисполкома, главный редактор, затем — председатель Комитета. Стояла у истоков создания Владимирского телевидения, при её участии в 1977 году во Владимире был открыт Дом радио. В 1969 году на областном радио прозвучала первая сатирическая передача «Владимирский рожок».
Занимала активную общественную позицию, на выборах поддерживала избирательный блок «Союз правых сил». Создала в начале 1990-х годов Ассоциацию пенсионеров г. Владимира, была активным деятелем некоммерческого партнерства «В защиту прав избирателей „Голос“», корреспондентом газеты «Гражданский Голос», возглавляла НП «Объединение избирателей города Владимира».

## Память

Могила на кладбище «Байгуши»

Похоронена на кладбище «Байгуши» под Владимиром.